# Så himmelsk anderledes
|  | Denne artikel er oprettet af botten PalnaBot ud fra en ekstern database. Den kan derfor have sproglige fejl eller mangler. Denne skabelon kan fjernes efter kontrol af indholdet. |

Så himmelsk anderledes er en dokumentarfilm instrueret af René Bo Hansen efter manuskript af René Bo Hansen, Katarina Boberg.

## Handling
Jeg elsker ham præcis, som han er, men jeg hader, at vores familie er så himmelsk anderledes! - sådan siger Rebecka, 12 år, søster til en handicappet lillebror. I hendes alder er det livsvigtigt at være 'rigtig', og hun kæmper med stirrende blikke i skolen, voksenverdenens medlidenhed og mange modstridende følelser. Ikke mindst den forbudte følelse af ikke at kunne være alle sine egne tanker bekendt. Hun elsker jo sin bror. Gennem Rebeckas dagbøger og 'magiske verden' viser filmen, at angsten for ikke at være normal findes i os alle og fortæller med indsigt og humor om at være søskende til et handikappet menneske. Filmen er blevet til i et samarbejde mellem to forældre, der begge har et handicappet barn med en rask søskende; den ene er instruktøren selv, den anden er Rebeckas mor. Filmen er dokumentarisk i sin fortællestil med dramatiserede indslag og animation.